# Virum Basketball Klub
Virum Basketball Klub er en dansk basketballklub, hjemmehørende i Virum i Lyngby-Taarbæk Kommune og med hjemmebane i Virumhallerne. Virums damehold spiller i 2011/12 i den næstbedste række 1. division, holdet rykkede ned fra den bedste liga, Dameligaen, efter sæsonen 2010/11. Herrerne spiller i 1. division.

## Klubbens historie
Virum Basketball Klub blev stiftet i 1957, under navnet Virum Statsskoles Basketball Klub, navngivet efter det dengang nyåbnede gymnasium, som i dag hedder Virum Gymnasium. Klubben fik sine første seniorhold i 1961 og i løbet af de følgende rykkede både dame- og herrehold op gennem rækkerne. I 1964 blev begge hold københavnsmestre, og for herrerne betød det oprykning til landets dengang bedste række, 1. division. I sæsonen 10/11 vandt klubbens Development-league hold guld og samme år nåede klubbens herre hold til semi-finalen i 1.Division.
Siden har Virum Basketball Klub oplevet op- og nedture med danmarksmesterskaber til både herrer og damer og nedrykning til lavere rækker for begge hold.

## Klubbens resultater

### Herrer
- 2 DM-guld
- 3 pokalfinaledeltagelser uden sejre

### Damer
- 1 DM-guld
- 4 pokalmesterskaber

## Spillertrupperne i 2007/08 sæsonen

### Dametruppen
| ' | Danmark | Ane Krarup          |
| ' | Danmark | Caroline Sutherland |
| ' | Danmark | Emilie Schirmer     |
| ' | Serbien | Ivana Kostic        |
| ' | Danmark | Jette Eiland        |
| ' | Danmark | Josefine Sørensen   |
| ' | Danmark | Josephine Bader     |

| ' | Danmark  | Krisoula Katsarelia    |
| ' | Danmark  | Line Abildgaard Ryberg |
| ' | Danmark  | Line E Dyg             |
| ' | Kroatien | Miljana Peric          |
| ' | USA      | Sarah Mahan            |
| ' | Danmark  | Trine Duelund          |
| ' | Danmark  | Trine Bøegh Levring    |

| ' | Danmark | Jonas Sørensen (Head Coach) |
| ' | Danmark | Claus Klausen (Ass. Coach)  |

### Herretruppen
| ' | Danmark | Janus Lindgreen     |
| ' | USA     | Richard Jenkins     |
| ' | Danmark | Phillip Hasselbalch |
| ' | Danmark | Anders Mørck        |
| ' | Danmark | David Ramskov       |
| ' | Danmark | Christian Kragerup  |
| ' | Danmark | David Munksgaard    |
| ' | Danmark | Tue Leth Nielsen    |

| ' | Danmark  | Rasmus Bakke Ahlman      |
| ' | Kroatien | Andrija Durkovic         |
| ' | Danmark  | Christian Hemmingsen     |
| ' | Danmark  | Oliver Laybourn          |
| ' | Danmark  | Rasmus Hasselbalch       |
| ' | Danmark  | Mads Bloch               |
| ' | Danmark  | Jesper Rossé             |
| ' | Danmark  | Alexander Schou Schrøder |

| ' | Bosnien-Hercegovina | Igor Gavrilovic (Head Coach) |
| ' | Israel              | Yonatan Yaacow (Ass. Coach)  |

## Spillertrupperne i 2011/12 sæsonen

### Dametruppen
| ' | Serbien | Ivana Kostic      |
| ' | Danmark | Emma Bendix       |
| ' | Danmark | Marie Borring     |
| ' | Danmark | Anna Jørgensen    |
| ' | Danmark | Louise Gotfredsen |
| ' | Danmark | Julie Dyreborg    |
| ' | Danmark | Cecilie Klussmann |

| ' | Danmark | Louise Bolvig Hansen |
| ' | Danmark | Josephine Bader      |
| ' | Danmark | Nina Gyalokay        |
| ' | Danmark | Jette Eiland         |

| ' | Serbien | Ivana Kostic (Head Coach) |

### Herretruppen
| ' | Danmark | Tue Leth Nielsen         |
| ' | Danmark | Oliver Laybourn          |
| ' | Danmark | David Munksgaard         |
| ' | Canada  | Andrew Kaban             |
| ' | Danmark | Phillip Hasselbalch      |
| ' | Danmark | Alexander Schou Schrøder |
| ' | Danmark | Ivan Christensen         |

| ' | Danmark | Joakim Jakobsen      |
| ' | Danmark | Emil Gundersen       |
| ' | Danmark | Christian Hemmingsen |
| ' | Danmark | Christoffer Fugmann  |
| ' | Danmark | Anders Skougaard     |

| ' | Danmark | Mads 'Young' Christensen (Head Coach) |
| ' | Danmark | Hans Christensen (Ass. Coach)         |

## Ungdommen i klubben
Virum indførte, som de første, nanobasket, som er basket for 5-6 årige. Derudover har Virum Basket hold på både drenge og pige siden helt op til ungsenior årene. Mange af ungdomsholdene spiller i landets bedsterækker og får respektable placeringer i både sæsonturneringerne og i pokalturneringerne. På u-landsholdene kan man også finde virumspillere.

## Ekstern kilde/henvisning
- Virum Basketball Klubs officielle hjemmeside

| Sport | Spire Denne artikel om sport er en spire som bør udbygges. Du er velkommen til at hjælpe Wikipedia ved at udvide den. |